# Pau Víctor Delgado
Pau Víctor Delgado (Sant Cugat del Vallès, 26 de novembre de 2001) és un futbolista professional català que juga al SC Braga. Principalment un migcampista ofensiu, també pot jugar com a davanter. És internacional amb la selecció catalana.

## Carrera de club
Nascut a Sant Cugat del Vallès, Catalunya, Víctor es va incorporar al planter del Girona FC l'any 2018, procedent del CE Sabadell FC. El 20 de juliol de 2020, abans fins i tot d'haver jugat amb el filial, va debutar professionalment com a substitut de Jairo Izquierdo a la segona part en una derrota a Segona Divisió per 0-2 contra l'AD Alcorcón.
El 29 d'agost de 2022, Víctor i el seu company Álex Sala van ser cedits per un any al CE Sabadell FC de Primera Federació. La temporada següent, Pau Victor va recalar —també cedit— en el Barcelona Atlètic, conjunt amb el qual va aconseguir ser el màxim golejador de Primera Federació amb 18 dianes en 35 partits disputats.

### FC Barcelona
El 24 de juliol de 2024 es va incorporar definitivament al FC Barcelona, signant contracte fins al 2029. El 30 de juliol de 2024 va debutar en un partit amistós contra el Manchester City FC, en què va marcar el primer gol en un empat a 2. Va fer la seva segona aparició el 3 d'agost en un altre amistós contra el Reial Madrid, marcant dos gols en una victòria per 2-1. Va debutar en partit oficial amb el primer equip de Barça el 17 d'agost de 2024 al jugar en la primera jornada de lliga contra el València CF a l'estadi de Mestalla.
A causa de problemes de caràcter administratiu del Barcelona a l'hora d'inscriure tant Víctor com el seu company d'equip Dani Olmo per a la segona meitat de la temporada, hi havia la possibilitat que tots dos jugadors es convertissin en agents lliures. No obstant això, el 8 de gener de 2025, el Consejo Superior de Deportes va aprovar la inscripció tant d'Olmo com de Víctor, cosa que va implicar que ambdós jugadors podien participar a la Lliga, la Lliga de Campions de la UEFA, la Copa del Rei i l'eventual Supercopa d'Espanya contra el Reial Madrid.

### Braga
El 25 de juliol de 2025, Víctor va signar pel club portuguès SC Braga amb un contracte fins al 2030, per un preu de 12 milions d'euros. El Girona, que s'havia guardat un 30% d'una futura revenda quan va traspassar el jugador al Barça, va rebre 3,6 milions d'euros per l'operació.

## Internacional

### Catalunya
El 28 de maig de 2025 va disputar amb la selecció catalana el partit contra Costa Rica, en què va debutar amb la selecció i a més va marcar un dels dos gols de la victòria per 2 a 0 a l'Estadi Johan Cruyff.

## Palmarès
FC Barcelona
- 1 Lliga espanyola: 2024-25
- 1 Supercopa d'Espanya: 2025[15]
- 1 Copa del Rei: 2024–25[16][17]